# Martin Benka

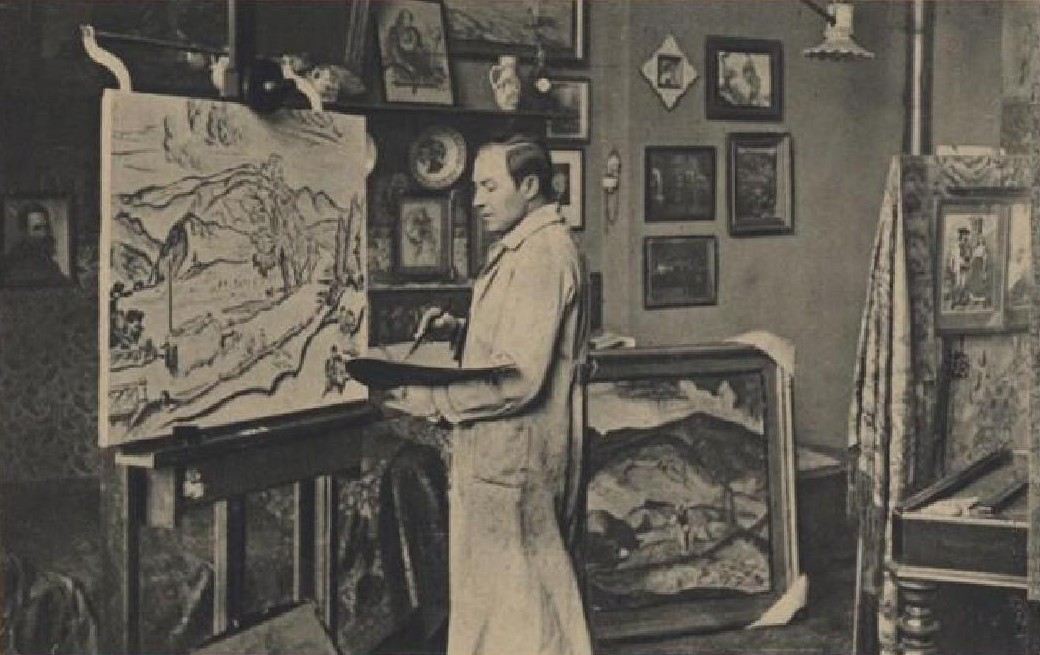
Malíř Martin Benka ve svém atelieru, rok 1929

Martin Benka (21. září 1888 Kostolište – 28. června 1971 Malacky) byl slovenský akademický malíř, národní umělec a nositel zlatého Řádu republiky. Je považován za zakladatele moderního slovenského projevu v malbě a kresbě. Věnoval se rovněž gobelínové tvorbě, scénickému výtvarnictví, hudbě a houslařství.

## Život
Martin Benka se vyučil malířem pokojů v Hodoníně u malířské a natěračské firmy „Lesquier“. Teprve potom od r. 1910 navštěvoval soukromou malířskou školu Aloise Kalvody v Praze.
Mj. namaloval série pohlednic s texty v esperantu nebo na motivy esperanta. Byl také autorem studie PRI SLOVAKA ARTO a povídek LA AKVOGUTETO, RUĜAJ DIANTOJ a STRANGA KONCERTO.

## Galerie

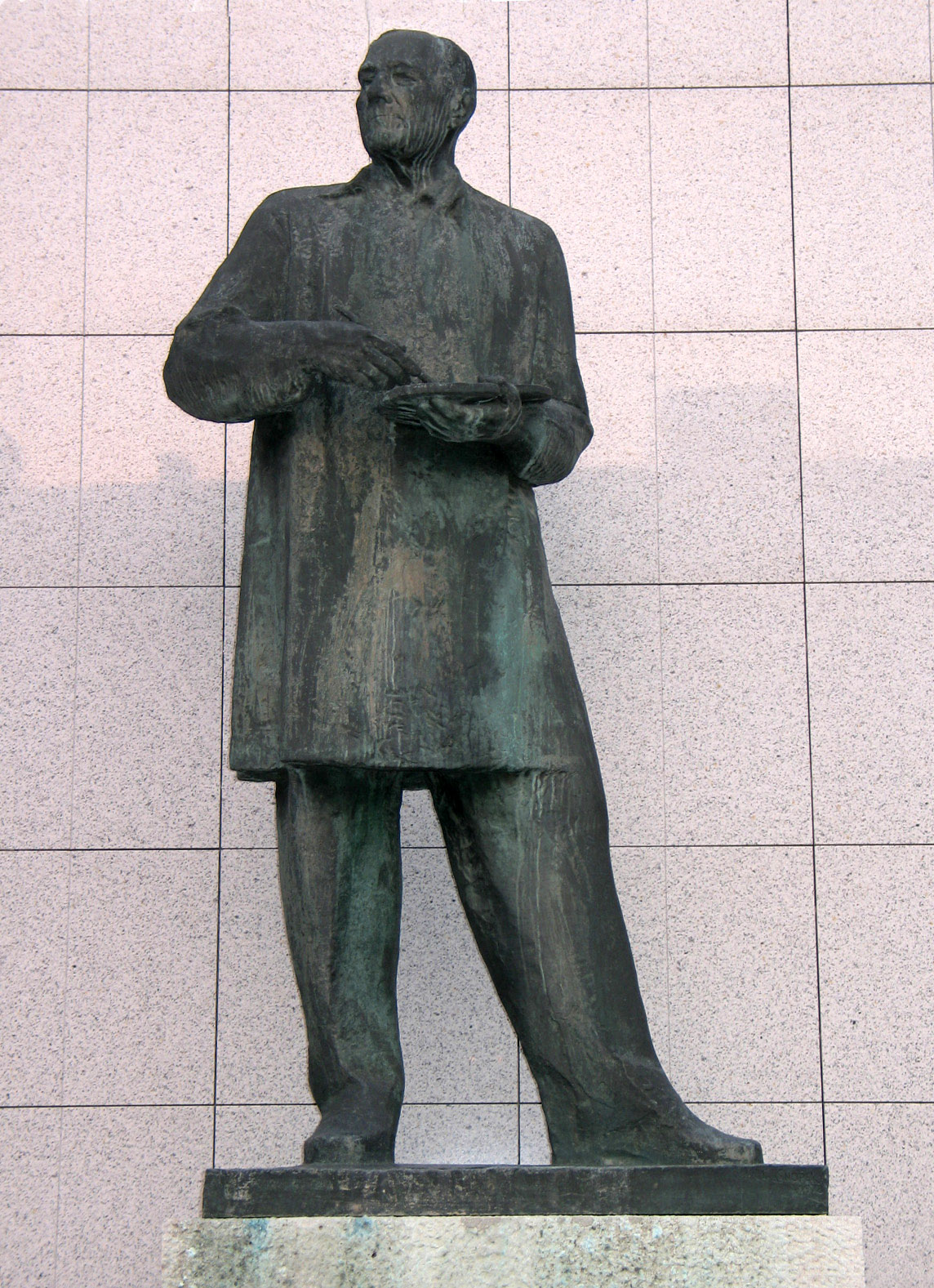
Bronzová plastika Martina Benku v Bratislavé od sochaře Ladislava Snopka
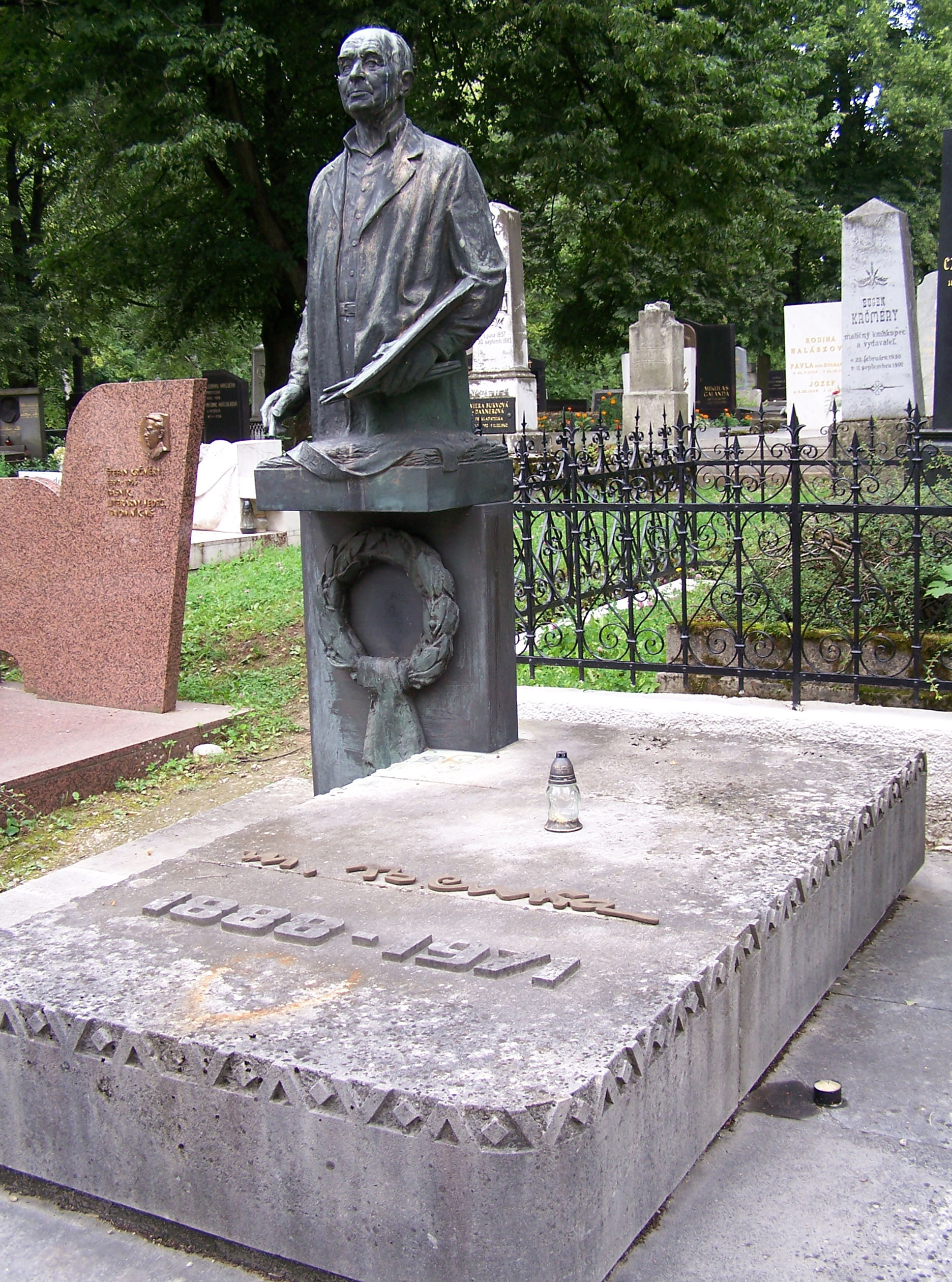
Hrob Martina Benky na Národním hřbitově v Martině na Slovensku
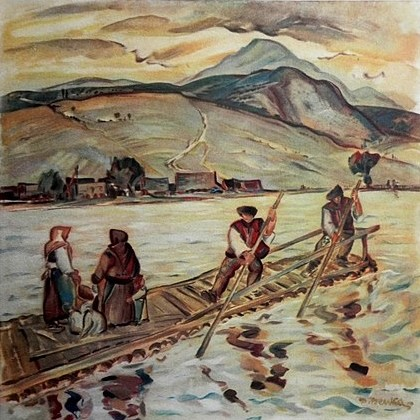
Cez rozvodnenú rieku. Autor výtvarného diela: Martin Benka. Slovensko